# Estación de Ametlla de Mar
Ametlla de Mar (en catalán y según Adif L'Ametlla de Mar) es una estación ferroviaria situada en el municipio español de Ametlla de Mar en la provincia de Tarragona, comunidad autónoma de Cataluña. Dispone de servicios de Media Distancia operados por Renfe.

## Situación ferroviaria
La estación se encuentra en el punto kilométrico 207,3 de la línea férrea de ancho ibérico que une Valencia con San Vicente de Calders.

## Historia
La estación fue inaugurada el 12 de marzo de 1865 con la apertura del tramo Amposta-Tarragona de la línea que pretendía unir Valencia con Tarragona. Las obras corrieron a cargo de la Sociedad de los Ferrocarriles de Almansa a Valencia y Tarragona o AVT que previamente y bajo otros nombres había logrado unir Valencia con Almansa. En 1889, la muerte de José Campo Pérez principal impulsor de AVT abocó la misma a una fusión con Norte.
En 1941, tras la nacionalización del ferrocarril en España la estación pasó a ser gestionada por la recién creada RENFE. 
Desde el 31 de diciembre de 2004 Renfe Operadora explota la línea mientras que Adif es la titular de las instalaciones ferroviarias.

## La estación
Se encuentra en la calle de la Estación, al oeste del centro urbano junto a la autopista del Mediterráneo. El edificio para viajeros reconstruido en la década de los 90 es una pequeña estructura de planta baja y base rectangular de corte funcional. Cuenta con cuatro vías y dos andenes laterales de tal forma que dos vías carecen de acceso a andén. Un paso subterráneo permite el cambio de uno a otro. Dispone de sala de espera, venta de billetes, aseos y de un despacho para el jefe de estación. En el exterior existe un aparcamiento habilitado y una subcentral eléctrica que sirve para alimentar la línea.

## Servicios ferroviarios

### Media Distancia
Los trenes de Media Distancia que opera Renfe enlazan la estación con Tortosa, Valencia, Tarragona y Barcelona.
| Línea MD | Trenes          | Origen/Destino |  | Destino/Origen | Equivalente Rodalies de Catalunya |
| -------- | --------------- | -------------- |  | -------------- | --------------------------------- |
| 32       | Regional Exprés | Tortosa        |  | Barcelona      |                                   |
| 50       | Regional Exprés | Valencia-Norte |  | Barcelona      |                                   |